# Morti nel 979
| Questa pagina contiene informazioni ricavate automaticamente dalle voci biografiche con l'ausilio del template Bio e di un bot. L'aggiornamento è periodico e automatico e ricostruisce completamente la pagina. Se manca una persona in questa lista, sei pregato di non aggiungerla, ma accertati piuttosto che la sua voce biografica contenga il template Bio e che i dati anagrafici siano correttamente compilati. Se il template Bio manca, inseriscilo tu stesso o, in alternativa, metti l'avviso {{tmp\|Bio}} che ne segnala la mancanza. Se i dati riportati sono sbagliati, correggi direttamente la voce biografica; le modifiche saranno visibili in questa lista entro pochi giorni. Per chiarimenti vedi il progetto biografie. La lista contiene solo le 6 persone che sono citate nell'enciclopedia e per le quali è stato implementato correttamente il template Bio. Pagina aggiornata al 10 lug 2025. |

- 3 agosto - Tietmaro di Meißen, nobile tedesco (n. 925)
- 11 agosto - Gerone di Alsleben, nobile tedesco
- 19 settembre - Gotofredo di Milano, arcivescovo italiano
- Pons di Marsiglia, francese (n. 910)
- Luca lo Stilita, monaco cristiano bizantino (n. 879)
- Willa di Tuscia, nobile italiana